# Göreme
Göreme és un districte i municipi de la província de Nevşehir, Turquia, a 10 km de la ciutat de Nevşehir. En aquest municipi hi ha nombroses xemeneies de les fades, moltes de les quals són al costat mateix de les cases. Els antics noms de Göreme són Maccan i Avcılar. Els forats de les xemeneies de les fades situades als patis de les cases, avui dia serveixen com a habitatges i dipòsits. Aquestes balmes de les roques, temperades a l'hivern i fresques a l'estiu, serveixen com a habitatge i rebost de fruites i llegums. Al poble, al costat de les xemeneies de les fades, hi ha tombes romanes excavades a les roques, les capelles de Bezirhane i Orta Mahalle, i a Uzundere, les de Kadir i Yusuf Koç. El Parc Nacional de Göreme és part de la regió històrica i turística de Capadòcia i la UNESCO va declarar Patrimoni de la Humanitat els jaciments rupestres de l'àrea, el 1985.

## Museu a l'aire lliure de Göreme
Vers el final del segle ii, una comunitat cristiana força nombrosa vivia a Capadòcia. En aquesta època la regió es dividia en dos bisbats. Un d'aquests era el de Kayseri, que sempre fou un centre cristià, i l'altre, Malatya.
Al segle iii, la presència de molts religiosos convertiren aquesta regió en un animat centre de reflexió i vida religiosa.
Durant el segle iv, Capadòcia era coneguda com el país de tres grans sants (el bisbe de Kayseri, sant Basili de Cesarea, Gregori de Nazianz el Vell i sant Gregori de Nazianz). Tots els conceptes del cristianisme foren revisats per aquests sants i els donaren una nova forma. Les actituds i doctrines de Basili encara tenen importància per a les societats cristianes.
En aquests llocs, es feien els ritus quotidians amb la vigilància d'un predicador. No eren comunitats de grups particulars, ni privilegiats diferents de la resta dels cristians, com hi havia a Egipte o Síria. Una reforma important en l'Església de Capadòcia, promoguda per Basili, és la que restablí la tradició de resar en comunitat.
L'actual Museu a l'Aire Lliure de Göreme és el lloc on es du a terme la pràctica d'aquest sistema educatiu que, més tard, fou igualment aplicat a Soğanlı, Ihlara i Açıksaray.